# Raisonné
Albums de Wink
Nocturne ~Yasōkyoku~
(1992) Aphrodite
(1993)
Raisonné, sous-titré COMPLETE SINGLE COLLECTION, est un album compilation des singles du duo japonais Wink, sortie fin 1992.

## Présentation
L'album sort le 21 décembre 1992 au Japon sous le label Polystar, un mois seulement après le précédent album original du groupe, Nocturne ~Yasōkyoku~. Il atteint la 18e place de l'Oricon, et reste classé pendant 4 semaines. C'est la troisième compilation du groupe, en seulement deux ans, après Wink Hot Singles sorti fin 1990 (dont tous les titres figurent sur Raisonné) et Diamond Box sorti fin 1991.
L'album contient dans le désordre les seize titres sortis jusqu'alors en singles (face A) par le groupe, dont Amaryllis inédit en album original, incluant des reprises adaptées en japonais de Sugar Baby Love des Rubettes, Turn It Into Love (Ai ga Tomaranai) de Kylie Minogue, Boys Don't Cry (Namida wo Misenaide) de Moulin Rouge, Sexy Music de The Nolans, et Where Were You Last Night (Yoru ni Hagurete) de Ankie Bagger.

## Liste des titres
1. Yoru ni Hagurete ~Where Were You Last Night~ (夜にはぐれて...?)
2. Manatsu no Tremolo (真夏のトレモロ?)
3. Ai ga Tomaranai ~Turn It Into Love~ (愛が止まらない...?)
4. One Night in Heaven ~Mayonaka no Angel~ (... 真夜中のエンジェル?)
5. Samishii Nettaigyo (淋しい熱帯魚?)
6. Real na Yume no Jōken (リアルな夢の条件?)
7. Sexy Music
8. Furimukanaide (ふりむかないで?)
9. Namida wo Misenaide ~Boys Don't Cry~ (涙をみせないで...?)
10. Matenrō Museum (摩天楼ミュージアム?)
11. New Moon ni Aimashō (ニュー・ムーンに逢いましょう?)
12. Haitoku no Scenario (背徳のシナリオ?)
13. Amaryllis (アマリリス?)
14. Kitto Atsui Kuchibiru ~Remain~ (きっと熱いくちびる ～リメイン～?)
15. Tsuioku no Heroine (追憶のヒロイン?)
16. Sugar Baby Love